# Lápidas militares romanas
La arqueología de la muerte en el período romano proporciona gran detalle sobre las vidas y prácticas del ejército imperial romano .

## Forma de lápida
La forma más típica de recuerdo por la muerte son las estelas de piedra en pie; losas de piedra más altas que anchas sobre las que se inscriben sencillos epitafios conmemorativos. Puede tratarse simplemente de una inscripción escrita bordeada, o de una con iconografía añadida del difunto.
Las lápidas militares son más frecuentes en los siglos I y II d. C.; el ejército premariano utilizaba soldados para periodos concretos de campaña; estos soldados volvían a la vida civil tras servir en los conflictos de Roma. Los períodos más largos de servicio militar instituidos a finales del siglo I a. C. proporcionan ejemplos más numerosos.

## Estilo epigráfico

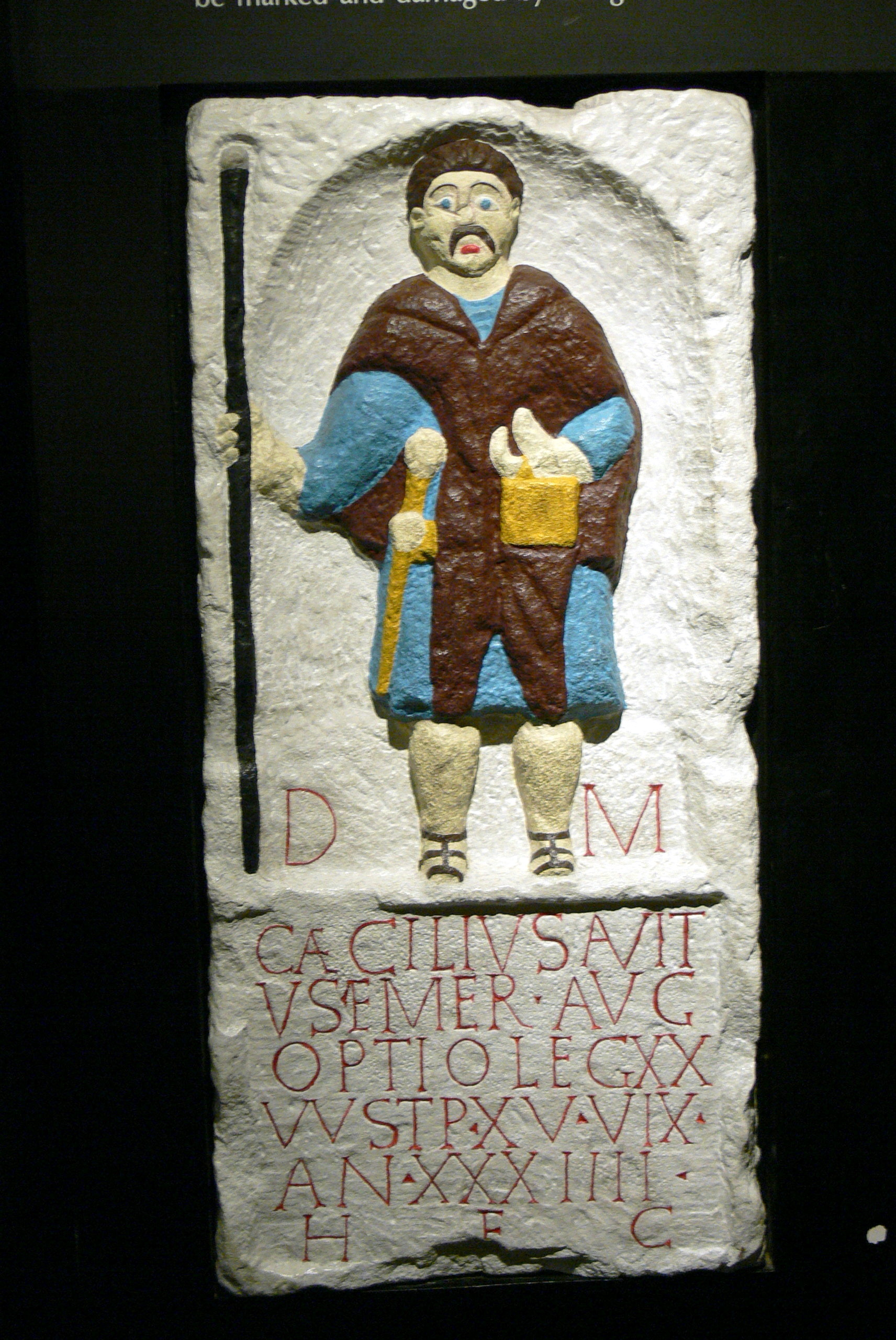
Una copia de una lápida romana encontrada en Chester (Deva Victrix) que representa a Caecilius Avitus, un optio en la Legio XX Valeria Victrix

Las inscripciones en latín de dichas lápidas pueden proporcionar detalles sobre varios aspectos de la vida en el ejército romano, entre ellos:
Edad: A través del latín "ANNORUM", a menudo se indica la edad en el momento de la muerte, como en las lápidas modernas. De una muestra de 531 lápidas de la época romana se observó que existe una tendencia a redondear la edad de fallecimiento a los cinco o diez años más próximos, pero no se trata de un patrón uniforme.
Alistamiento: Vegecio sostiene que el alistamiento se produce al entrar en la pubertad, pero la muestra de Scheidel descubrió que alrededor del 50% de las lápidas mostraban que el alistamiento se producía entre los 17 y los 20 años, con un aumento hasta el 80% si se incluyen las edades comprendidas entre los 17 y los 24 años. También hay cinco ejemplos de alistamiento entre los 33 y los 36 años y un ejemplo a los 13 años.
Rango: La jerarquía es un factor importante en el ejército romano y se manifiesta claramente en la muerte. Existen ejemplos de las filas de las legiones y unidades auxiliares, pero también de centuriones, portaestandartes, bene ficarii -unidades adscritas a la escolta del legado - y armeros,
Una de las lápidas más famosas del mundo romano es la de un centurión llamado Marco Celio. La inscripción dice así:
M[arco] CAELIO T[iti] F[ilio] LEM[onia tribv] BON[onia] 
I O[rdinis] LEG[ionis] XIIX ANN[orvm] LIIIS 
OCCIDIT BELLO VARIANO OSSA 
INFERRE LICEBIT P[vblivs] CAELIVS T[iti] F[ilivs] 
LEM[onia tribv] FRATER FECIT
A Marco Caelio, hijo de Tito, del distrito Lemoniano, de

Bolonia, primer centurión de la decimoctava legión. 53 años y medio de edad. Cayó en la Guerra de Variano. Sus huesos se encuentran enterrados aquí. Publio Caelio, hijo de Tito, del distrito de Lemonia, su hermano, erigió (este monumento).

## Estilo iconográfico
La representación visual sobre la inscripción latina es importante, ya que proporciona una imagen de cómo el difunto ha sido inmortalizado en la muerte. Varias lápidas de soldados auxiliares de caballería les representan en una escena de muerte, cabalgando sobre un enemigo derrotado (normalmente de estilo galo). Un descubrimiento de 2007 en Lancaster (Lancashire, Reino Unido) representa a un soldado de caballería llamado Insus destinado en Britania. En lugar de un relieve en el que se le ve en plena matanza, Insus cabalga erguido sobre un enemigo tendido mientras sostiene la cabeza cortada de su víctima en pose victoriosa.
La lápida sepulcral de Marco Celio, en Xanten, Alemania, es un ejemplo particularmente conocido y ornamentado de lápida sepulcral legionaria. Está representado en un profundo relieve, flanqueado por los bustos de sus libertos, bajo una columnata y un frontón clásicos. Sostiene la vitis, el bastón de un centurión, y lleva una corona de roble, símbolo de que en algún momento ha salvado la vida de otra persona.

## Finalidad
Es evidente que el uso de lápidas se tiene en la misma consideración que hoy en día: los vivos cumplen una obligación de respeto hacia los difuntos. Hope sostiene que estos monumentos funerarios no reflejan necesariamente las realidades de la sociedad militar, sino la retórica del lenguaje y la imagen a través de la cual se construía la sociedad. La falta de lápidas en Gran Bretaña, en comparación con Alemania, por ejemplo, revela que debieron utilizarse otros métodos de conmemoración, como lápidas de madera perecedera que no sobrevivirían, o sepulturas sin marcar.